# Georg Eder
Georg Eder (Mattsee, 6 maart 1928 – aldaar, 19 september 2015) was een Oostenrijks geestelijke en een aartsbisschop van de Rooms-Katholieke Kerk.
Op 15 juli 1956 werd Eder priester gewijd. Op 21 december 1988 werd hij door het domkapittel van Salzburg, uit een terna, gekozen als aartsbisschop van Salzburg; deze keus werd op 17 januari 1989 bevestigd door de paus. Zijn bisschopswijding vond plaats op 26 februari 1989. 
Eder ging op 23 november 2002 met emeritaat.
- Gemeinsame Normdatei: 128418389
- International Standard Name Identifier: 0000 0000 5545 2881
- Library of Congress Control Number: n2006061659
- Nationale Bibliotheek van Polen: a0000003240694
- Istituto Centrale per il Catalogo Unico: TO0V690259
- Virtual International Authority File: 73284048
- WorldCat: E39PBJmDgYy6YgDYVqHwybfyVC